# Геннес Вайсвайлер
Геннес Вайсвайлер (нім. Hennes Weisweiler, нар. 5 грудня 1919, Ерфтштадт — пом. 5 липня 1983, Еш) — німецький футболіст, що грав на позиції півзахисника. По завершенні ігрової кар'єри — футбольний тренер.
Один з найуспішніших тренерів усіх часів — за тренерську кар'єру завоював 11 трофеїв, 8 з яких з німецькими клубами. Його вплив на футбол виходить далеко за межі Німеччини. У Німецькій Академії Спорту в Кельні, де він працював між 1957 і 1970 роками, були підготовлені сотні тренерів зі всього світу. У 2005 році навчальний центр для тренерів названо у його честь Геннес-Вайсвайлер-Академія.
Його тренерська робота найбільш тісно пов'язана з менхенгладбахською «Боруссією» в 1960-х і 70-х роках та «Кельном» у 1950-х і в другій половині 1970-х років. Він також відомий тим, що відкрив таланти багатьох відомих футболістів, таких як Гюнтер Нетцер, Берті Фогтс, Юпп Гайнкес, Райнер Бонгоф, Аллан Сімонсен, Улі Штіліке та інших.

## Біографія

### Ранні роки
Вайсвайлер народився в сім'ї домогосподарки і адвоката. Геннеса юриспруденція не приваблювала, він з дитинства мріяв стати футболістом, що в перший час викликало незадоволення батька. Повоєнна доля батьків Вайсвайлера достовірно не відома, за однією з версій вони загинули в останні роки війни.

### Кар'єра гравця
Геннес Вайсвайлер переїхав у Кельн, щоб отримати гідну освіту. Він почав свою футбольну кар'єру в клубі «Лехеніх» (нім. VfB Lechenich). Після закінчення середньої школи він вступив у Вищу комерційну школу Кельна. У 1935 році Вайсвайлер перейшов у «Кельнер BC» (район Клеттенберг). У віці 17 років він дебютував у місцевому дербі проти «VfL Кельн 1899» — це і був його перший матч у професійному футболі. Під керівництвом граючого тренера Юппа Блезера він робив свої перші кроки в Гаулиге Миттелрейн.
Після закінчення вищої школи в 1938 році розпочалася стажування Вайсвайлера як харчового оптовика. Під час війни він був призначений до відділу протиповітряної оборони у Грайфсвальді та Квакенбрюку. Коли його передислокували в Мюнхен, він тимчасово грав у місцевому «Ваккері». У Данцигу в березні 1945 року він разом зі своїм загоном був узятий у полон радянськими військами, але через кілька місяців повернувся додому. Після повернення в рідне місто завдяки «великому обміну» він присвятив себе роботі в клубі «Лехеніх», де обіймав посаду тренера. У 1947 році він вступив у спортивний Кельнський університет на перший курс навчання, щоб отримати відповідну спортивну освіту і закінчив його з відзнакою.

### Від гравця до тренера в Кельні
Після заснування футбольного клубу «Кельн» у 1948 році, Геннес Вайсвайлер був відібраний у перший склад клубу. Команда була зареєстрована в 1949 році в Західному Дивізіоні, потім метою стало досягнення Західнонімецького Першого Дивізіону (Оберліга), він отримав посаду граючого тренера. Вайсвайлер займав цей пост до 1952 року. За цей час Геннес зіграв 62 матчі в лізі.
У 1955 році він повернувся в клуб ще на три роки як головний тренер, але залишив команду в 1958 році, приєднавшись до місцевого конкурента, «Вікторії», яка також грала у Оберлизі, але клуб залишився в тіні «Кельна». Після заснування Бундесліги у 1963 році «Вікторія» грала в Регіональному Дивізіоні, четверте місце стало найвищим досягненням в історії клубу, і це сталося в останній рік перебування на посту Вайсвайлера.

### «Боруссія» (Менхенгладбах) (1964—1975)
У 1964 році Геннес зайняв пост тренера менхенгладбахської «Боруссії». Клуб всього 4 роки тому виграв перший у своїй історії великий трофей — Кубок ФРН у 1960 році, але вже через сезон вилетів у Другу Бундеслізу, де фінішував лише на 8-му місці.
Вайсвайлер знайшов для команди кілька перспективних місцевих талантів: 19-річного Гюнтера Нетцера і Юппа Гайнкеса. Також були прийняті в команду Бернд Рупп і Герберт Лаумен, які пізніше грали за національну збірну. Через рік «Боруссія» фінішувала на вершині ліги і здобула путівку в Бундеслігу.
З початком нового сезону ще один 19-річний гравець приєднався до команди — Берті Фогтс. Тим не менш, перші роки в Бундеслізі були швидше процесом накопичення досвіду. Незважаючи на підписання ще одного талановитого гравця — Герберта Віммера — «Боруссія» за два сезони не піднялася вище 8-го місця (13-е і 8-е місця в Бундеслізі відповідно). На третій рік клуб вперше привернув увагу широкої аудиторії та посів третє місце, незважаючи на перехід Гайнкеса в «Ганновер 96». Команда, що вже прославилася своїм атакуючим стилем, змогла повторити цей успіх у наступному році. На початку сезону 1969/70 «Боруссію» навіть називали головним конкурентом «Баварії» в боротьбі за чемпіонський титул: захист було підсилено гравцем збірної ФРН, Людвігом Мюллером, а атака — данським футболістом Ульріком Ле Февром. Головне було в тому, що такі таланти, як Горст Кеппель, майбутній тренер «Боруссії», досягли достатньої зрілості, щоб грати на найвищому рівні. Вирішальним була також можливість Вайсвайлера знайти і підписати додаткових обдарованих молодих гравців. Така орієнтація на молодь зрештою дала прізвисько «Боруссії», яке вони носять і донині — Die Fohlen (жеребці).

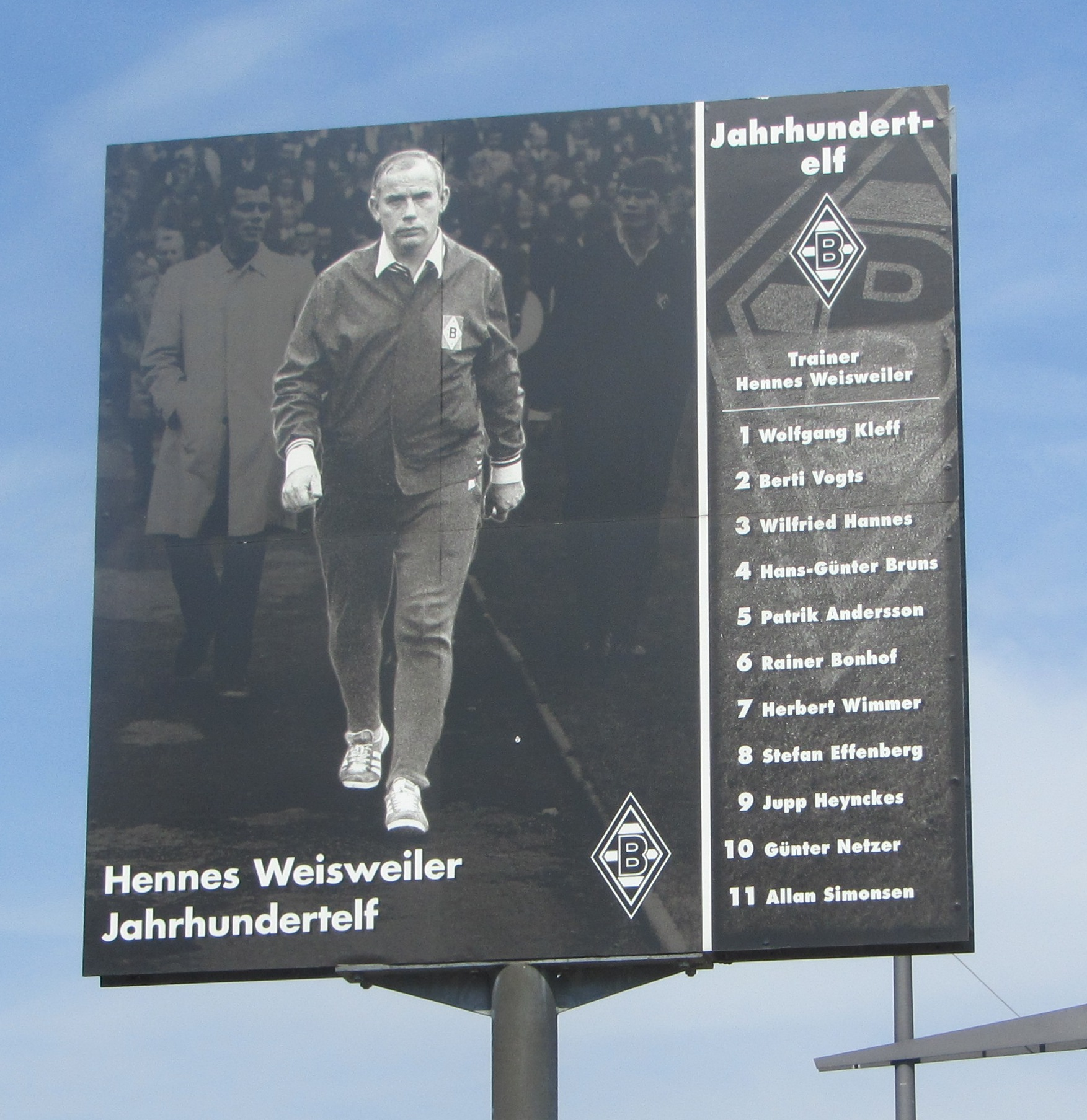
Меморіальна табличка на честь Вайсвайлера

Дійсно, до кінця року команда вперше стала чемпіоном, і ще дванадцять місяців потому клуб з Менхенгладбаха став першою командою в історії Бундесліги, якій вдалося захистити титул. Після перемоги з рахунком 4:1 на виїзді у Франкфурті проти місцевого «Айнтрахта» «Боруссія» опинилася поза межею досяжності для «Баварії» в останньому турі.
Їх перша участь у Кубку європейських чемпіонів закінчилася другим раундом, коли після двох нічиїх з англійським «Евертоном» (1:1) «Боруссія» програла в серії пенальті. На наступний рік на них чекала зустріч з Еленіо Еррерою, фахівцем з катеначо, і його «Інтером», який приїхав на стадіон «Бекелберг». «Боруссія» розгромила суперника з рахунком 7:1, але в ході матчу Роберто Бонінсенья з «Інтера» постраждав від кинутої з трибун порожньої бляшанки і був винесений з поля на ношах. Цікаво те, що немає реальних доказів цього інциденту, крім порожньої банки, у суді також було сказано кілька слів супроводжуючих чиновників «Інтера». Незважаючи на це, УЄФА анулював результат матчу і постановив провести матч на нейтральному полі в Західному Берліні.

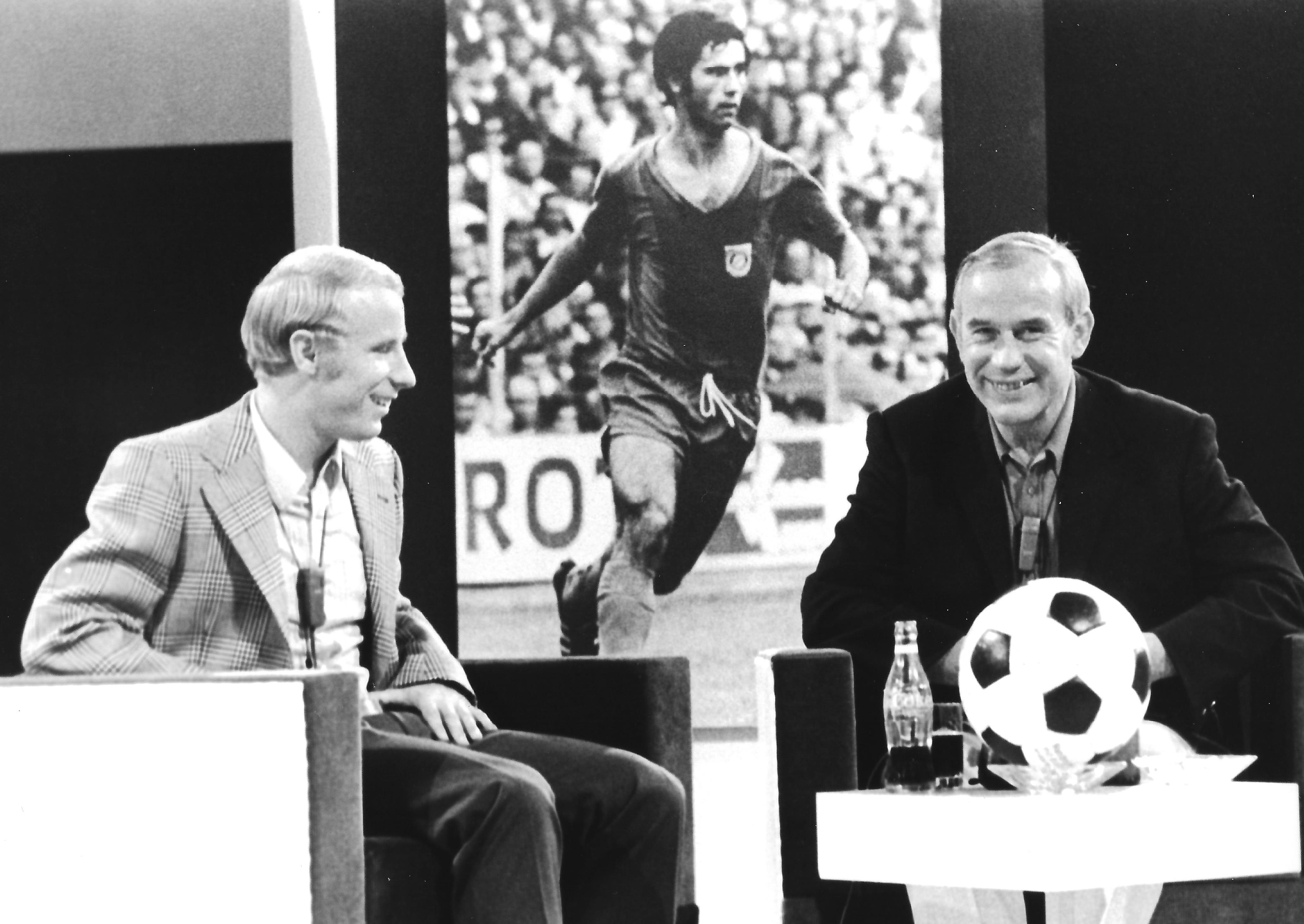
Вайсвайлер (праворуч) і Берті Фогтс на шоу у Дюссельдорфі. 1970 рік

«Інтер» виграв домашній матч проти «Боруссії», що ще не встигла прийти до тями після такого рішення, з рахунком 4:2 і зумів відстояти на нуль на виїзді. Крім того, в Бундеслізі тільки через три дні після першого тріумфу проти «Інтера» вони перемогли команду-відкриття сезону і майбутнього віце-чемпіона, «Шальке 04», з розгромним рахунком 7:0, але «Баварія» отримала титул чемпіона, а «Боруссія» стала лише третьою. Перед початком сезону «Боруссію» повинні були покинути Дітріх, Горст Кеппель і Герберт Лаумен, і, таким чином, всі лінії команди були ослаблені, а нові таланти, такі як Райнер Бонгоф і Дітмар Деннер ще не в змозі були заповнити прогалини.
Сезон 1972/73 ознаменувався подальшою реструктуризацією команди. Досвідчені гравці, такі як Ульрік Ле Февр, покинули клуб. У новій команді були два молодих данських нападники: Хеннінг Єнсен і Аллан Сімонсен. Якщо перший відразу справив хороше враження на тренерський штаб, то з Сімонсеном було все навпаки. Вайсвайлер продовжував вірити у гравця, що сприймалося із загальним несхваленням. Однак, п'ять років потому Сімонсен став кращим гравцем Європи і був нагороджений Золотим м'ячем, він і донині є єдиним гравцем в історії Данії, що отримував даний трофей.
Однак, сезон був затьмарений першим великим конфліктом між тренером і його гравцем. Гюнтер Нетцер разом зі своїми одноклубниками, Гербертом Віммером і Юппом Гайнкесом грали за ту збірну ФРН, яка виграла чемпіонат Європи 1972 року у Бельгії, і багато хто думав, що вони є кращими гравцями турніру. Вайсвайлеру не подобалося зарозумілість і марнославство його гравців. Конфлікт закінчився розривом контрактів, за кілька тижнів до кінця сезону було оголошено про перехід Нетцера в «Реал Мадрид». Одним з найбільш емоційних по атмосфері в сезоні був для команди фінал Кубка Німеччини в Дюссельдорфі, де вона грала проти рідного клубу Вайсвайлера, «Кельна». Тренер залишив Нетцера на лавці запасних. Тим не менше, матч став одним з найбільш видовищних з усіх німецьких фіналів. Незважаючи на температуру +35°С, обидві команди грали в атакуючій манері, але по обидва боки стояли голкіпери високого класу: Вольфганг Клефф («Боруссія») і Герхард Вельц («Кельн»), останній навіть відбив пенальті Гайнкеса у другій половині. У короткій перерві перед додатковим часом Нетцер не домовляючись з головним тренером вийшов на поле, підійшов до втомленого гравця своєї команди — Крістіана Куліка і сказав йому, що для нього матч закінчився. Коли суддя відновив матч, Нетцер, який вийшов на поле, забив переможний гол для «Боруссії». Так закінчився один із знакових футбольних фіналів для команди. Тим не менше результати чемпіонату були не дуже високими, так як «Боруссія» в підсумку посіла лише п'яте місце в лізі.
Міжособистісні проблеми відійшли в сторону, і у Вайсвайлера було більше часу на роботу над командою. Зусилля виправдалися, коли «Боруссія» закінчила сезон 1973/74 другою. Вайсвайлер продовжував поповнювати команду новими талантами, зокрема, Улі Штіліке, який, зрештою, потім перейшов у «Реал Мадрид» як і Нетцер.
Відновлення гармонії також допомогло Вайсвайлеру провести вдалий прощальний сезон. 86 голів у лізі, результат, який ніколи раніше не досягався німецьким клубом, привів команду до чемпіонства. До того ж «Боруссія» отримала також свій перший міжнародний титул, коли після невдалого 0:0 у Німеччині з «Твенте» у Голландії господарі були розгромлені з рахунком 5:1 у матчі-відповіді фіналу Кубка УЄФА. На цьому перебування Геннеса Вайсвайлера в Менхенгладбаху закінчилося. За цей час «Боруссія» виховала багато талановитих гравців і стала впливовою силою німецького футболу.

### «Барселона» (1975—1976)
Після одинадцяти років з «Боруссією» Вайсвайлер переїхав влітку 1975 року в іспанський топ-клуб «Барселону». Його попередник, Рінус Міхелс через чотири роки повернувся в рідний Амстердам, і «Барселона» запропонувала зірковому тренеру щомісячний оклад 40 000 німецьких марок та проживання біля узбережжя Середземного моря. Щедра зарплата не була вирішальним фактором для Вайсвайлера. Коли його запитали, чому він покинув Менхенгладбах на піку свого успіху і популярності, він сказав в інтерв'ю:

«Я вже сформував свій стиль у тій команді. Тепер я буду намагатися втілити його в Іспанії.»

З «Барселоною» і її голландськими зірками, Йоганом Кройфом і Йоганом Нескенсом, він хотів досягти своєї кінцевої мети — виграти Кубок європейських чемпіонів УЄФА. У перші ж дні Кройф і Вайсвайлер незлюбили один одного: «Вайсвайлер — не кращий вибір керівництва», проголосив голландський плеймейкер, який підозрював, мабуть, що Вайсвайлер не буде давати тієї свободи, яку давав Міхелс. 8 лютого 1976 року, у Севільї, незважаючи на другий матч без пропущених голів, справа дійшла до відкритої сварки. Вайсвайлер засновував свою тактику так, що практично не дозволяв Кройфу перетинати центральну лінію. Цим була незадоволена не тільки голландська зірка, але і вболівальники. Кройф критикував його, він вважав, що до нього не повинні ставитися так авторитарно і пішов відкрито проти тренера. Керівництво клубу і президент, Агусті Монтал, у кінцевому підсумку виявилися в цьому конфлікті на стороні Кройфа, достроково розірвавши дворічний контракт з Вайсвайлером. Так закінчився період його перебування в «Барселоні»:

«„Барселона“ — це була невдала поїздка тренера Геннеса Вайсвайлера, стиль гри, якого він волів, не прижився в „Барселоні“.» — Бітер

В одній статті іспанської спортивної газети редактора Дона Балона за січень 1978 року було вміщено порівняння діяльності двох тренерів: Рінуса Міхелса і Геннеса Вайсвайлера. Міхелс шість років працював у «Барселоні», знаходячи гравців, які будуть тягнути команду, і інтегруючи їх у колектив. Таким чином, клуб купив протягом цього періоду не менш 23 нових гравців, витративши в цілому десять мільйонів доларів. Вайсвайлер менш ніж за рік роботи в «Барселоні» адаптував для основної команди безліч гравців резерву. Тим не менш, з них виходили зірки, наприклад, Антоніо Ольмо, гравець збірної Іспанії.

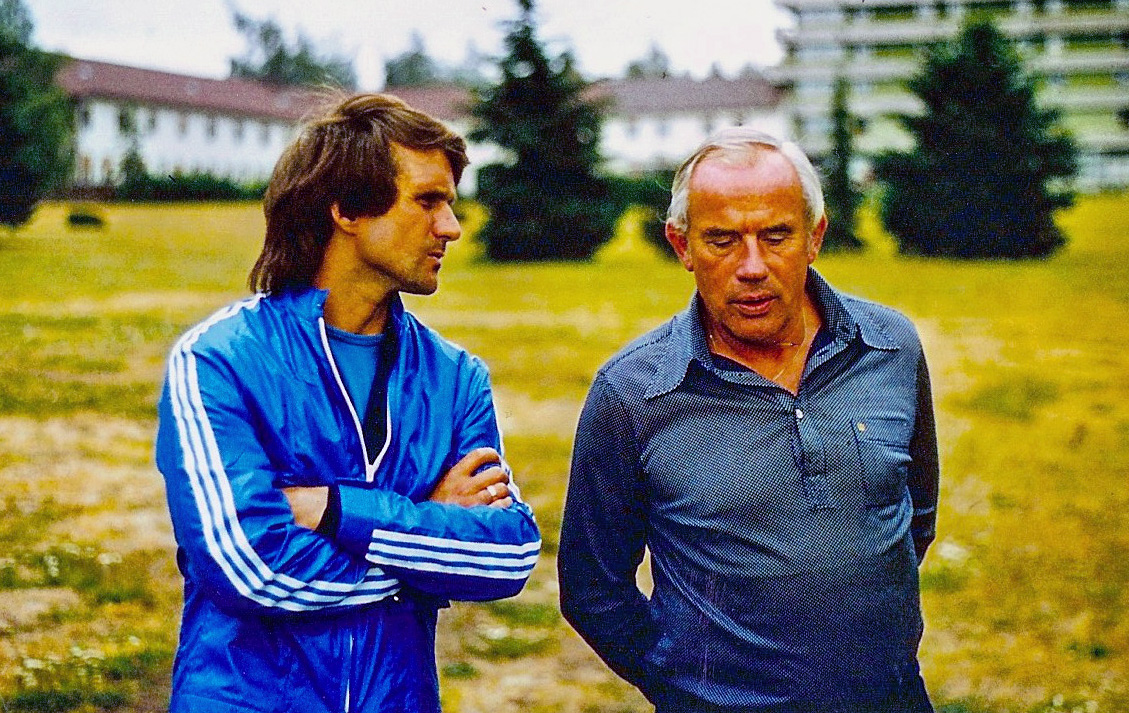
Вайсвайлер (праворуч) та Вольфганг Оверат у 1976 році.

### «Нью-Йорк Космос» (1980—1982)
Північноамериканська футбольна ліга (NASL) починаючи з середини 1970-х років стала запрошувати на роботу в Сполучені Штати і Канаду іменитих фахівців з Європи та Південної Америки, пропонуючи їм високу заробітну плату, щоб підвищити якість і популярність місцевого футболу. В Європі не сприймали всерйоз цю лігу, тому що там грали в останні роки своїх кар'єр колись великі гравці, у результаті її вважали своєрідним «Футбольним театром». Вайсвайлеру здавалося, що він буде в змозі змінити європейську думку про футбол у США:

«В „Космосі“ співвідношення кількості ветеранів і молодих гравців дуже відрізняється від європейського. Зараз у складі 13 іноземних громадян та 13 американців, у тому числі шість 18-річного віку. Я хочу працювати з ними, якщо що, я готовий підлаштовуватися під них.» — Геннес Вайсвайлер

Важливу роль у його планах грав Франц Беккенбауер, який приїхав у Нью-Йорк у 1977 році і хотів, щоб Вайсвайлер побудував нову команду. У Вайсвайлера добре йшли справи в «Космосі», у тому році з допомогою таких зірок, як Беккенбауер, Йоган Нескенс, італійський нападник Джорджо Кіналья і бразилець Карлос Альберто Торрес, перша спроба завоювати Соккер Боул увінчалася перемогою з рахунком 3:0 над «Форт-Лодердейл Страйкерс», командою Герда Мюллера. У наступному році «Космос» знову пройшов у фінал ліги, але програв «Чикаго Стінг».
Вайсвайлер не відчував себе комфортно в Нью-Йорку. Незважаючи на спортивні успіхи в команді, йому було важко знаходити консенсус між амбіціями зоряних гравців і керівництвом клубу. Коли він готувався до Соккер Боулу 1980, то посадив Беккенбауера і Карлоса Альберто Торреса на лавку запасних. Тим самим він протиставив бразильця собі і змусив його покинути клуб. Також не вдалося йому налагодити відносини і з кращим бомбардиром «Космосу», Кінальєю. Це призвело до того, що клуб втратив свій зоряний контингент, а стиль гри став консервативним і стриманим, а отже менш привабливим для ЗМІ. Його концепція — це команда не з відомих міжнародних ветеранів, а, насамперед, сформована з молодих американців. Керівництво також негативно поставилося до цих реформ. Воно вважало, що потрібно в першу чергу знайти досить іменитих гравців для реклами і таким чином забезпечити економічний успіх. Несподівано ранній вихід на пенсію Беккенбауера, який восени 1980 року повернувся в Бундеслігу, сприяв звільненню Вайсвайлера в 1982 році після переговорів з Несухі Ертегюном, джазовим продюсером і колишнім головою «Нью-Йорк Космоса».

### «Грассгоппер» (1982—1983)
У лютому 1982 року Вайсвайлер мав шанс повернутися в Бундеслігу. Франкфуртський «Айнтрахт» шукав наступника тренеру Лотару Бухману, який пішов з клубу по закінченню сезону. Президент Аксель Шандер говорив про Вайсвайлера як про «бажаного тренера», а після попередніх обговорень через кілька днів був упевнений, що той переїде у Франкфурт. На початку березня стало ясно, що «Грассгоппер» також серйозно зацікавлений в послугах Вайсвайлера. Тренер до останнього моменту вагався:

«Моя ситуація непроста, але, варто мені ще раз прийняти виклик Бундесліги? З іншого боку, я перебуваю у тому віці, коли виникає питання: чи не пора підбивати підсумок у кар'єрі тренера? Моя робота — це не питання грошей, у мене їх достатньо. […] Я хотів би ще раз сформувати команду для моєї ідеї, будь то у Швейцарії або в Бундеслізі.» — Геннес Вайсвайлер

Через кілька днів Вайсвайлер підписав дворічний контракт у Цюриху. Він перейшов у клуб, де протягом багатьох років президентом був Карл Обергольцер, і був упевнений, що керівництво клубу володіє достатніми засобами для втілення будь-якої ідеї. Вайсвайлер знайшов у зв'язку з цим більш вигідні умови, ніж у Франкфурті. Він також виграв матч ліги на стадіоні «Хардтурм», показавши ігровий потенціал команди і те, що він якнайкраще підійшов клубу.
«Грассгоппер» до цього тренував німецький тренер Тімо Коніцка, який виграв швейцарський чемпіонат у 1982 році. При цьому клуб далеко не був лідером у плані відвідуваності матчів, його випереджали «Люцерн», «Серветт», «Арау» і навіть сусіди «Цюрих». «Зоряний тренер» Вайсвайлер мав закріпити успіх на національному і міжнародному рівні. У сезоні 1982/83 частково збулися великі надії. Хоч «Грассгопперу» і не вдалося далеко пройти в Кубку європейських чемпіонів — в першому раунді швейцарці поступилися київському «Динамо», але в чемпіонаті клуб захистив не тільки чемпіонство, але і виграв вперше за 27 років фінал Кубка Швейцарії. Для Вайсвайлера цей подвійний успіх став другим після 1978 року.

### Смерть

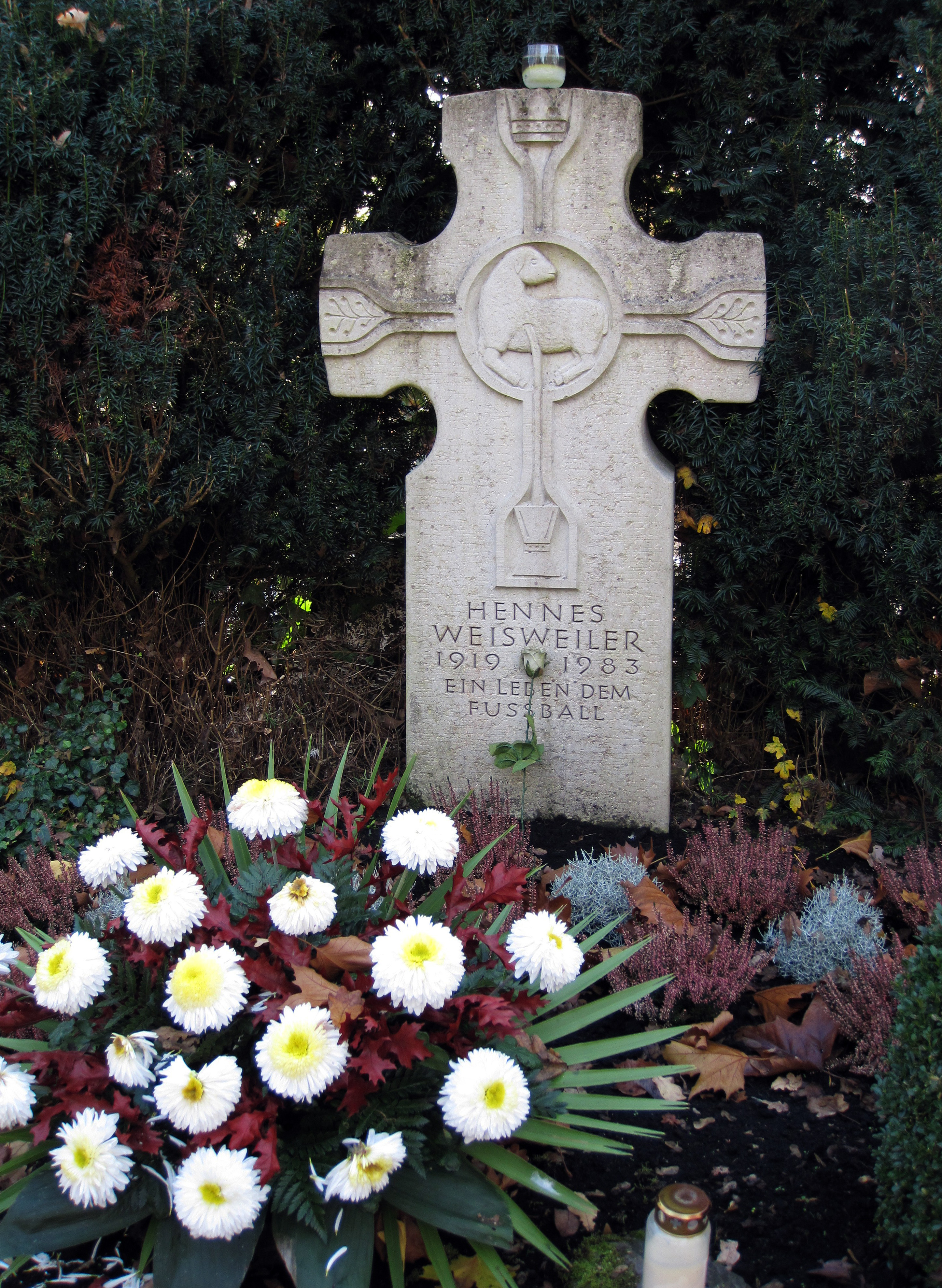
Могила Вайсвайлера

5 липня 1983 року, через три тижні після перемоги в кубку, Геннес Вайсвайлер помер у віці 63 років від серцевого нападу у своєму заміському будинку в містечку Еш біля Цюриха.
Його раптова і несподівана смерть викликала великий резонанс і співчуття. Його тіло було покладено в передній частині Кельнського собору. Це була велика честь, якої удостоювалися тільки канцлер Конрад Аденауер і архієпископ-кардинал Йозеф Геффнер. 6000 чоловік, у тому числі багато знаменитостей зі світу спорту і політики, прийшли проводити Вайсвайлера в останній шлях. Він був похований на місцевому кладовищі, на його могильному камені викарбувано напис: «життя футболу».
Смерть Вайсвайлера дуже широко була висвітлена в національній та міжнародній пресі. Детальний некролог у його честь, випуск іспанської спортивної газети «El Mundo Deportivo», життю і роботі Геннеса Вайсвайлера в номері від 6 липня 1983 року було присвячено сім сторінок. У німецькому журналі «Kicker» спортивний аналітик, Гаральд Ландефельд охарактеризував Вайсвайлера такими словами:

«Не завжди він знаходив спільну мову з командою. Але завжди домагався свого. Зрештою, його досвід був набагато дорожче, ніж всі гроші, які він заробив під час своєї міжнародної кар'єри. Це було життя не заради грошей, можливо, і не заради друзів, а заради свого покликання.» — Гаральд Ландефельд

Головний редактор журналу «Kicker», Карл-Гайнц Гайман додав:

«Геннес був учителем гри в прямому сенсі цього слова і в той же час до кінця свого життя майже фанатичним учнем. [...] Особливо він вражав своєю здатністю поєднувати теорію і практику воєдино. [...] Вайсвайлер як гравець намагався діяти з акцентом на оборону, як тренер був фанатичним прихильником наступальної гри, у той час, як всі в німецькому футболі в значній мірі засновували свої стратегії на захисній тактиці, він привніс своєрідний ковток свіжого повітря в Бундеслігу. Ентузіазму, з яким під його керівництвом грала „Боруссія“, могла б позаздрити будь-яка команда Німеччини. [...] Футбол, і не тільки німецький, втратив людину, чиї думки і зусилля завжди були спрямовані на просування гри вперед. [...] Його досягнення були увічнені у футбольній історії трьох країн світу. Геннес Вайсвайлер залишиться у пам'яті всіх, кому пощастило мати з ним справу. Геннес, прощайте!» — Карл-Гайнц Гайман

## Тренерський почерк і взаємини з гравцями
Початкова причина, по якій Вайсвайлер став тренером полягала в тому, що тільки що заснований «Кельн» відчував труднощі при підборі наставника. Вибір припав саме на Вайсвайлера, так як він був одним з найдосвідченіших гравців команди, підтримував добрі стосунки з колективом, а також мав хороші навички командної гри. Вибір згодом виявився вдалим.
Працюючи в «Боруссії», Вайсвайлер робив ставку на молодих гравців, вихованців академії. Маючи талант роботи з молоддю, він виховав чимало зірок світового футболу. Велика кількість молодих та амбіційних гравців визначила атакуючий стиль команди. Проте, молоді гравці мають тенденцію до нестабільної гри, що не могло не позначитися на грі команди в цілому. Так «Боруссія» Вайсвайлера могла в одному матчі розгромити призера Бундесліги, а в іншому — несподівано програти клубу, що боровся за виживання. Проблема була в тому, що далеко не завжди вихованців вдавалося утримати в команді, тим часом як нове покоління ще було не в змозі гідно замінити старе. Вайсвайлер не терпів у своїй команді футболістів із «зірковою хворобою». Так після гострих конфліктів з команди пішли такі лідери, як Гюнтер Нетцер.
Остання риса Вайсвайлера серйозно завадила йому, коли він працював у клубах, де кількість відомих гравців було набагато більше, ніж у «Боруссії». В Іспанії Вайсвайлер приїхав як тренер з уже сформованим стилем і тактикою. У нього стався конфлікт з лідером команди, Йоганом Кройфом. Причина — різні підходи Вайсвайлера і Рінуса Міхелса (його попередника). Якщо у схемах останнього Кройф був вільним художником і міг бути де завгодно на полі, то в Вайсвайлера кожен гравець мав своє місце, що надзвичайно сковувало голландця. Стиль Вайсвайлера виявився незнайомим і чужим у «Барселоні».
Ця проблема перекочувала разом з Вайсвайлером і в США. Там футбол мав більш виставковий характер, тому в лігу запрошувалися зірки, кращі роки яких вже пройшли в Європі. Він вирішив піти проти цієї тенденції, даючи грати молодим американцям і посадивши в заміну таких метрів, як Беккенбауер і Торрес. Природно їм це не сподобалося, плюс ще Кіналья став на бік старших товаришів по команді і просто перестав поважати свого тренера. Вайсвайлер працював на результат, а не шоу, до чого Америка виявилася не готова.
Здавалося б, у Цюриху Вайсвайлер знайшов спосіб втілити свою ідею в життя, адже команда при ньому грала успішно, проте, на остаточне доведення справи до успішного завершення у нього не вистачило часу.

## Особисте життя
Незадовго до переїзду в Сполучені Штати він одружився 3 березня 1980 року в місті Нойс. Через деякий час молодята повінчалися. Його дружина, Гізела Гейцман, була на 23 роки молодша за свого чоловіка. Влітку 1981 року Вайсвайлер став батьком у віці 62 років. Перебравшись у Цюрих, сім'я оселилася в невеличкому передмісті Еш. Вайсвайлер мав намір завершити тут свою кар'єру і присвятити залишок життя сім'ї та написанню мемуарів, але життя не залишила йому часу на це.

## Статистика
| 1949/1950           | Кельн                    | Оберліга-Вест       | 5°                  | 30  | 16   | 5    | 9    |
| 1950/1951           | Кельн                    | Оберліга-Вест       | 4°                  | 30  | 17   | 4    | 9    |
| 1951/1952           | Кельн                    | Оберліга-Вест       | 5°                  | 30  | 13   | 7    | 10   |
| 1955/1956           | Кельн                    | Оберліга-Вест       | 7°                  | 30  | 13   | 3    | 14   |
| 1956/1957           | Кельн                    | Оберліга-Вест       | 3°                  | 30  | 14   | 11   | 5    |
| 1957/1958           | Кельн                    | Оберліга-Вест       | 2°                  | 30  | 18   | 4    | 8    |
| 1958/1959           | Вікторія                 | Оберліга-Вест       | 14°                 | 30  | ?    | ?    | ?    |
| 1959/1960           | Вікторія                 | Оберліга-Вест       | 7º                  | 30  | ?    | ?    | ?    |
| 1960/1961           | Вікторія                 | Оберліга-Вест       | 10°                 | 30  | ?    | ?    | ?    |
| 1961/1962           | Вікторія                 | Оберліга-Вест       | 10°                 | 30  | ?    | ?    | ?    |
| 1962/1963           | Вікторія                 | Оберліга-Вест       | 8°                  | 30  | ?    | ?    | ?    |
| 1963/1964           | Вікторія                 | Регіоналліга        | 4°                  | 30  | ?    | ?    | ?    |
| Усього в «Вікторії» | Усього в «Вікторії»      | Усього в «Вікторії» | Усього в «Вікторії» | 180 | ?    | ?    | ?    |
| 1964/1965           | Боруссія (Менхенгладбах) | Регионаллига        | 1°                  | 34  | 23   | 6    | 5    |
| 1965/1966           | Боруссія (Менхенгладбах) | Бундесліга          | 13°                 | 34  | 9    | 11   | 14   |
| 1966/1967           | Боруссія (Менхенгладбах) | Бундесліга          | 8°                  | 34  | 12   | 10   | 12   |
| 1967/1968           | Боруссія (Менхенгладбах) | Бундесліга          | 3°                  | 34  | 15   | 12   | 7    |
| 1968/1969           | Боруссія (Менхенгладбах) | Бундесліга          | 3°                  | 34  | 13   | 11   | 10   |
| 1969/1970           | Боруссія (Менхенгладбах) | Бундесліга          | 1°                  | 34  | 23   | 5    | 6    |
| 1970/1971           | Боруссія (Менхенгладбах) | Бундесліга          | 1°                  | 34  | 20   | 10   | 4    |
| 1971/1972           | Боруссія (Менхенгладбах) | Бундесліга          | 3°                  | 34  | 18   | 7    | 9    |
| 1972/1973           | Боруссія (Менхенгладбах) | Бундесліга          | 5°                  | 34  | 17   | 5    | 12   |
| 1973/1974           | Боруссія (Менхенгладбах) | Бундесліга          | 2°                  | 34  | 21   | 6    | 7    |
| 1974/1975           | Боруссія (Менхенгладбах) | Бундесліга          | 1°                  | 34  | 21   | 8    | 5    |
| Усього в «Боруссії» | Усього в «Боруссії»      | Усього в «Боруссії» | Усього в «Боруссії» | 374 | 192  | 91   | 91   |
| 1975/1976           | Барселона                | Прімера             | 2°                  | 34  | 18   | 7    | 9    |
| 1976/1977           | Кельн                    | Бундесліга          | 5°                  | 34  | 17   | 6    | 11   |
| 1977/1978           | Кельн                    | Бундесліга          | 1°                  | 34  | 22   | 4    | 8    |
| 1978/1979           | Кельн                    | Бундесліга          | 6°                  | 34  | 13   | 12   | 9    |
| 1979/1980           | Кельн                    | Бундесліга          | 5°                  | 34  | 14   | 9    | 11   |
| Усього в «Кельні»   | Усього в «Кельні»        | Усього в «Кельні»   | Усього в «Кельні»   | 316 | 157  | 65   | 94   |
| 1980                | Нью-Йорк Космос          | NASL                | 1°                  | 32  | 24   | —    | 8    |
| 1981                | Нью-Йорк Космос          | NASL                | 1°                  | 32  | 23   | —    | 9    |
| Усього в «Космосі»  | Усього в «Космосі»       | Усього в «Космосі»  | Усього в «Космосі»  | 64  | 47   | -    | 17   |
| 1982/1983           | Грассгоппер              | Національна ліга А  | 1°                  | 30  | 24   | 1    | 5    |
| Всього              | Всього                   | Всього              | Всього              | 998 | >438 | >164 | >216 |

## Титули і досягнення
- Чемпіон ФРН (4):

«Боруссія» (Менхенгладбах): 1969-70, 1970-71, 1974-75
«Кельн»: 1977–78
- Володар Кубка ФРН (3):

«Боруссія» (Менхенгладбах): 1972–73
«Кельн»: 1976–77, 1977–78
- Володар Кубка УЄФА (1):

«Боруссія» (Менхенгладбах): 1974–75
- Переможець Північноамериканської футбольної ліги (2):

«Нью-Йорк Космос»: 1980, 1981
- Чемпіон Швейцарії (1):

«Грассгоппер»: 1982–83
- Володар Кубка Швейцарії (1):

«Грассгоппер»: 1982–83

## Публікації
- Hennes Weisweiler: Der Fußball. Taktik, Training, Mannschaft. 1. Auflage. Hofmann, Schorndorf bei Stuttgart 1959 (8. Aufl. = ISBN 3-7780-3028-0).
- Helmut Bantz, Hennes Weisweiler, Karlheinz Grindler: Spiel und Gymnastik für den Fußballer. 1. Auflage. Hofmann, Schorndorf bei Stuttgart 1965 (7. Aufl. = ISBN 3-7780-3197-X).
- Hennes Weisweiler: Technik, Taktik, Tore. Reiff Verlag, Offenburg 1980, ISBN 821156217.
- Hennes Weisweiler, Roland Gööck: IX. Fußball-Weltmeisterschaft Mexico 1970. Bertelsmann-Sachbuchverlag, Gütersloh 1970.
- Hennes Weisweiler (Hrsg.): X. Fußball Weltmeisterschaft. Deutschland 1974. Bertelsmann, München/Gütersloh/Wien 1974, ISBN 3-570-00036-2.
- Hennes Weisweiler: Meine geheimen Fußball-Tricks. F. Schneider, München/Wien 1978, ISBN 3-505-07094-7.